# Quartier des Sagnes
Le quartier des Sagnes était une circonscription tactique de la ligne Maginot des Alpes.
Il dépendait du sous-secteur de Jausiers qui, comme l'autre sous-secteur Ubaye-Ubayette, étaient rattachés au secteur Ubaye. Le secteur Ubaye et celui de Briançon, formaient le Secteur fortifié du Dauphiné (SFD).
Le Quartier des Sagnes était le plus petit du SFD ; il ne contrôlait en effet que le vallon du torrent d'Abriès et le ravin de Pelouse, situés à l'Est de Jausiers (Alpes-de-Haute-Provence)
Son PC était dans l’avant-poste des Sagnes sous les ordres, en 1940, du capitaine Bureau, et il était tenu par la 1e compagnie du 73e BAF (Bataillon Alpin de Forteresse).
Le soutien d'artillerie du quartier était assuré par la Batterie de Cuguret située à l’Est de Jausiers, à 7 km en ligne directe de l’avant-poste.
Le quartier Rougna ne comprenait que l'Avant-poste des Sagnes et la vieille batterie Séré de Rivières de Cuguret. La CORF avait prévu d'y construire un gros ouvrage d'artillerie, mais le projet fut renvoyé.

## Sources
- Henri Béraud, La seconde guerre mondiale dans les Hautes-Alpes et l'Ubaye, Société d'études des Hautes-Alpes, 1990.
- Philippe Lachal,  Fortifications des Alpes, leur rôle dans les combats de 1939-1945, Ubaye-Ubayette-Restefond, Editions du Fournel, 2006.
- Général Etienne Plan et Eric Lefevre,  La bataille des Alpes, 10-25 juin 1940, Charles Lavauzelle, 1982.